# Maria Mayrhofer
Maria Mayrhofer (* 1987 in Lilienfeld) ist Politikwissenschaftlerin, Feministin und Geschäftsführerin der zivilgesellschaftlichen NGO #aufstehn.

## Leben
Mayrhofer studierte Internationale Entwicklung und Politikwissenschaft in Wien und Costa Rica. Sie ist insbesondere im Bereich von Menschenrechtsthemen aktiv und beschäftigte sich u. a. in ihrer Diplomarbeit mit dem Zusammenhang von Geschlecht und nationaler Identität vor dem Hintergrund des Westsaharakonflikts. 2011 wurde ihr dafür der Nachwuchspreis der Österreichischen Gesellschaft für Politikwissenschaft (ÖGPW) verliehen. 2012 ist ihre Arbeit im Peter Lang Verlag publiziert worden. Mayrhofer war nach ihrer Ausbildung journalistisch tätig und arbeitete mehrere Jahre als Pressesprecherin eines gemeinnützigen Vereins.
2015 gründete Mayrhofer gemeinsam mit dem Kampagnenberater Yussi Pick die gemeinnützige Kampagnenorganisation #aufstehn. Als Geschäftsführerin ist sie seither für den Aufbau der Organisation und deren Leitung hauptverantwortlich. 2016 wurde sie für ihr Engagement gegen Hass im Netz mit dem Wiener Frauenpreis ausgezeichnet. 2022 wurde sie als einzige Österreicherin für das Obama Leader Europe Programm ausgewählt, mit dem die Obama Foundation aufstrebende Führungskräfte fördert und sie in ihren Fähigkeiten stärkt, politische, gesellschaftliche und ökologische Veränderungen in ihren Heimatländern und in Europa voranzutreiben.

## Publikation
- Gender und nationale Identität im Westsahara-Konflikt: Implikationen für saharauische Frauen und weiblichen Aktivismus[6]